# Gabor Maté
Gabor Maté (Budapeste, 6 de janeiro de 1944) é um médico e autor húngaro-canadense. Ele tem experiência em saúde da família e um especial interesse no desenvolvimento infantil, trauma e potenciais impactos ao longo da vida na saúde física e mental, ⁣ incluindo doenças autoimunes, câncer, transtorno de déficit de atenção e hiperatividade (TDAH), ⁣ vícios e uma ampla gama de outras condições.
A abordagem de Maté ao problema do vício se concentra no trauma que seus pacientes sofreram e como conseguiram a recuperação. Em seu livro In the Realm of Hungry Ghosts: Close Encounters with Addiction (Vício: o reino dos fantasmas famintos, na edição brasileira), Maté discute os tipos de trauma sofridos por pessoas com transtornos por uso de substâncias e como isso afeta a tomada de decisão delas na vida adulta.
A teoria de Maté enfoca a conexão entre a saúde mental e corporal. Figura como autor de quatro livros abordando os seguintes assuntos: TDAH, estresse, psicologia do desenvolvimento e vício. É colunista regular do Vancouver Sun e do The Globe and Mail.

## Vida e carreira
Maté nasceu em Budapeste, Hungria, em 1944. Seus avós maternos foram mortos em Auschwitz quando tinha cinco meses. Sua tia desapareceu durante a guerra e seu pai sofreu trabalhos forçados nas mãos do Partido Nazista. Ele emigrou para o Canadá com sua família em 1956. Era um estudante engajado e atuante em protestos durante a Guerra do Vietnã no final dos anos 1960. Formou-se com um BA da Universidade da Colúmbia Britânica em Vancouver.

## Trabalhos e pontos de vista
Em seus livros e palestras, Maté enfatiza o papel dos aspectos biológicos e psicossociais da patologia e o papel do trauma psicológico e do estresse. Sublinha a importância das relações e dos laços sociais para a aprendizagem e para a saúde.
Maté define vício como qualquer comportamento ou substância que uma pessoa utiliza para aliviar o sofrimento a curto prazo, mas que leva a consequências negativas a longo prazo. Sem abordar raiz do sofrimento, uma pessoa pode tentar parar com o vício, mas acabará por ansiar por mais alívio e ser propensa a recaídas. Por essa definição, há muitas coisas na cultura moderna que possuem o potencial de se tornarem viciantes, como jogos de azar, sexo, comida, trabalho, mídia social e drogas. Argumenta que a "guerra às drogas", na verdade, pune as pessoas por recorrerem ao vício e as entrincheira mais profundamente no problema, já que, segundo estudos, o estresse é o maior fator de recaída e comportamento viciante. Segundo sua concepção, o combate às drogas leva a um sistema que marginaliza, ostraciza e institucionaliza pessoas em instituições sem cuidados e com fácil acesso a drogas, o que só piora o problema.
Em 2011, Maté recebeu o Prêmio de Mérito Cívico da Cidade de Vancouver "por seu extenso trabalho no tratamento da dependência e suas contribuições para a compreensão da saúde mental e da juventude relacionada ao vício, estresse e desenvolvimento infantil". Em 11 de maio de 2018, Maté foi condecorado com a Ordem do Canadá .

## Livros
- - Scattered Minds: A New Look at the Origins and Healing of Attention Deficit Disorder. Toronto: A.A. Knopf, 1999. ISBN 978-0676971453.
    - Scattered: How Attention Deficit Disorder Originates and What You Can Do About It. United States.

  - When the Body Says No: The Cost of Hidden Stress. Toronto: A.A. Knopf, 2003. ISBN 9781785042225ISBN 9781785042225.
    - When the Body Says No: Exploring the Stress-Disease Connection. United States.

  - Hold on to Your Kids:  Why Parents Need to Matter More Than Peers. Co-authored with Gordon Neufeld. Toronto: A.A. Knopf, 2004. ISBN 9780307361967ISBN 9780307361967.[14]
  - In the Realm of Hungry Ghosts: Close Encounters with Addiction. Toronto: A.A. Knopf, 2008. ISBN 9781785042201ISBN 9781785042201.